# Anthurium scherzerianum
Espèce
Anthurium scherzerianum est une espèce de plantes de la famille des Aracées originaire d'Amérique centrale.